# Estación de Ependes
La estación de Ependes es una estación ferroviaria de la comuna suiza de Ependes, en el Cantón de Vaud.

## Historia y situación
La estación de Ependes fue inaugurada en el año 1855 con la puesta en servicio del tramo Yverdon-les-Bains - Bussigny de la línea Olten - Lausana. 
Se encuentra ubicada en el norte del núcleo urbano de Ependes y cuenta con dos andenes laterales a los que acceden dos vías pasantes, a las que hay que sumar otra vía pasante de la que nacen dos vías muertas.
En términos ferroviarios, la estación se sitúa en la línea Olten - Lausana. Sus dependencias ferroviarias colaterales son la estación de Yverdon-les-Bains hacia Olten, y la estación de Essert-Pittet en dirección Lausana.

## Servicios ferroviarios
Los servicios ferroviarios de esta estación están prestados por SBB-CFF-FFS:

### RER Vaud
La estación forma parte de la red de trenes de cercanías RER Vaud, que se caracteriza por trenes de alta frecuencia que conectan las principales ciudades y comunas del cantón de Vaud. En ella efectúan parada trenes de una línea de la red:
- S 1 Yverdon-les-Bains - Lausana - Vevey - Montreux - Villeneuve.